# 1815 no Brasil
Esta é uma cronologia dos acontecimentos do ano 1815 no Brasil.

## Eventos

### Dezembro
- 16 de dezembro - O Brasil torna-se um reino.

## Nascimentos
- 23 de outubro - João Maurício Wanderley, magistrado e político brasileiro (m. 1889).
- 5 de novembro - Martins Pena, dramaturgo e diplomata brasileiro (m. 1848)

## Mortes
- 23 de abril — Alexandre Rodrigues Ferreira, naturalista brasileiro (n. 1756).